# براكاش راي
براكاش راي هو سياسي هندي، ولد في 26 يونيو 1954. انتخب Member of the Bihar Legislative Assembly ‏.